# Центральный банк Гондураса
Центральный банк Гондураса (исп. Banco central de Honduras) — центральный банк Республики Гондурас.

## История
Центральный банк Гондураса учреждён 3 февраля 1950 года в форме акционерного общества, 100 % капитала которого принадлежит государству. Банк начал операции 1 июля 1950 года. Банк получил исключительное право выпуска банкнот, принадлежавшее ранее частным Банку Гондураса и Банку Атлантики.